# Liste des produits d'assainissement
 (janvier 2018).
Si vous disposez d'ouvrages ou d'articles de référence ou si vous connaissez des sites web de qualité traitant du thème abordé ici, merci de compléter l'article en donnant les références utiles à sa vérifiabilité et en les liant à la section « Notes et références ».
Les  produits d'assainissement désignent les diverses matières (solides, liquides et gazeuses) qui entrent et sortent des différents composants de la chaîne d'assainissement. Aussi appelés déchets, ils peuvent se révéler être des ressources s'ils sont correctement traités. Certains produits sont à base d'excréments humains (urines, fèces), alors que d'autres sont générés par les technologies d'assainissement. Ces technologies prennent certains produits entrants et produisent d'autres sortants. 

## Excréments
UrineDéchet liquide produit par le corps (les reins), contenant l'urée et autres déchets. Une personne moyenne produit 300 à 500 litres d'urine annuellement, contenant de 2 à 4 kg d'azote, mais cela dépend essentiellement de l'alimentation et de l'eau potable disponible. L'urine est à peu près stérile.
Fècesexcrément solide ou semi-solide. Une personne moyenne produit 50 litres de matières fécales annuellement, contenant 10 % d'azote, 30 % de phosphore, 26 % de potassium et environ 1 coliformes fécal par ml.

## Eaux usées
Les eaux usées sont les eaux souillées et destinées à être traitées par un système d'assainissement. On distingue les eaux noires des eaux grises.

### Eaux noires
Les eaux noires ou eaux vanne sont les eaux usées et contaminées provenant de toilettes à chasse d'eau. Outre les excréments (urine et fèces) ci-dessus, elles contiennent également :
- L'eau de nettoyage anal est l'eau utilisée pour nettoyer l'anus et les fesses de la personne ayant déféqué, et généralement versée dans les toilettes. Un nettoyage utilise en moyenne de 0,5 à 3 litres.
- les autres matériaux de nettoyage anal, utilisés par les personnes n'ayant pas recours à l'eau. Le papier toilette est couramment utilisé, mais selon les endroits on peut aussi trouver du papier journal, des feuilles, des cailloux, des épis de maïs, des chiffons ... mais aussi des jets d'eau.
- Les eaux de chasse, utilisées pour évacuer les excréments des toilettes. Selon les chasses, entre 1 et 10 litres sont utilisées à chaque utilisation.

D'autres objets sont parfois trouvés dans les eaux noires, comme les serviettes hygiéniques et tampons, et les lingettes, qui devraient toutefois être jetés avec les déchets solides du foyer.
Quand les eaux noires n'incluent pas d'urine, par exemple grâce à des toilettes à chasse avec séparation des urines, elles sont appelées eaux brunes[réf. nécessaire].

### Eaux grises
Les eaux grises ou eaux ménagères proviennent de la cuisine, la vaisselle, la lessive, et la douche. Ces eaux sont pathogènes car elles peuvent contenir des traces d'excréta.

## Autres produits entrants
Les systèmes d'assainissement peuvent aussi accepter :
- Les eaux de pluie, provenant du ruissellement sur les toits, routes et autres surfaces, sans infiltration dans le sol.
- Les composés organiques, généralement des végétaux biodégradables, ajoutés dans certains types de toilettes (comme les toilettes écologiques) pour favoriser la formation de compost ou d'humus. Ces matériaux incluent des déchets, feuilles et herbes, mais on trouve aussi des cendres, des copeaux ou de la chaux.

## Produits intermédiaires
Plusieurs produits sont générés le long de la chaîne d'assainissement, généralement des produits non complètement traités et ne devant donc pas être rejetés ou réutilisés. On peut par exemple inclure :
- Les produits de prétraitement, qui sont séparés des eaux usées par le premier processus de traitement, incluant des écrans, dégraisseurs et dessableurs. Ces produits incluent : la graisse, l'huile et les solides comme le sable, fibres, détritus, qui nuisent tous au bon fonctionnement de la chaîne en aval.
- Les boues, partie la plus solide provenant du traitement primaire et consistant d’excréments, d'eau, de sable, gravillons, métaux, etc. On distingue :
  - Les boues d'épuration, venant des eaux noires de l'assainissement collectif et des traitements centralisés.
  - Les boues de vidange, venant de l’assainissement autonome et notamment des fosses de toilettes, sans transport par égout. Ces boues peuvent être brutes ou partiellement digérées, être pâteuses ou semi-solides.
- L'effluent désigne de façon générale la partie liquide issue du traitement primaire. L'effluent est généralement encore contaminé et nécessite un traitement secondaire.
- L'urine stockée, par les toilettes à séparation d'urine. L'urine s'hydrolyse graduellement par l'action des enzymes, en ammoniaque et bicarbonate, et atteint un pH de 9, tuant la plupart des pathogènes.
- Les fèces séchées : la déshydratation est possible si l'urine a été séparée et que les fèces sont stockées dans un environnement sec et bien ventilé, à température élevée. Elles deviennent ainsi un matériau sec et friable, mais encore riche en matières organiques et pouvant encore contenir certains pathogènes résistants.

## Produits dérivés
Les technologies d'assainissement permettent de produire :
La biomasseterme générique désignant les êtres vivants utilisant l'eau et les nutriments d'un système d'assainissement. On trouve couramment les poissons provenant de la pisciculture, les fruits et légumes utilisant du compost, le fourrage (plantes aquatiques poussant sur les lits plantés ou les marais plantés, récoltées pour l’alimentation du bétail), ou la production de combustible.
Le biogazgaz produit par la digestion anaérobie, composé de méthane pour moitié à 75 %, de dioxyde de carbone (25 à 50 %) et de diverses quantités d'azote, de sulfure d'hydrogène, de vapeur d'eau, etc. Le biogaz peut servir de combustible.
Le compostmatière organique décomposée brune/noire, semblable à de la terre. Il résulte d'un processus de fermentation aérobie, durant lequel les bactéries et fungi décomposent les déchets. Le compost peut être utilisé pour l'amendement des sols grâce à la teneur en nutriments. Le compost est produit après deux à quatre mois à une température de 55 à 60 °C, permettant de tuer la plupart des pathogènes.
L'humusrésultant de la dégradation des matières végétales, proche du compost, mais dégradé naturellement, sans apport contrôlé d'oxygène et sans contrôle de température. Ce procédé survient dans la fosse pleine d'une toilette à double fosse, par exemple. Sa teneur en pathogènes et en nutriments peut varier davantage que pour le compost.